# Dave Draper
David Draper (16. dubna 1942 – 30. listopadu 2021) byl americký kulturista, herec a spisovatel. Během šedesátých let byl považován za obra mezi profesionálních kulturisty. Dave Draper byl přítelem Arnolda Schwarzeneggera, spolu s kterým cvičil.

## Míry
- Výška: 188 cm
- Váha: 105 kg (dříve 120 kg)
- Paže: 53 cm
- Stehno: 68 cm
- Pas: 83 cm
- Hrudník: 138 cm